# 乌海市
乌海市是中华人民共和国内蒙古自治区下辖的地级市，位于内蒙古西部。市境东接鄂尔多斯市，西北邻阿拉善盟，西南界宁夏回族自治区石嘴山市。地处乌兰布和沙漠南缘，鄂尔多斯高原西缘。黄河由南向北流贯全境，南部边界有其支流都思兔河。全市漢族人口占93%，蒙古族人口占3.5%。市政府驻海勃湾区。乌海是1975年由乌达、海勃湾两市合并而得名，是一座立足于煤炭开采的资源型城市。

## 历史
乌海市属新兴的资源性工业城市，不过其地域的行政建制最早可追溯到汉代。汉元朔二年（前127年），汉武帝击败匈奴楼烦王、白羊王，收复河南地（辖境今巴彦淖尔市乌加河以南和鄂尔多斯高原），将原有九原郡改为五原郡，又增设朔方郡，郡治在三封县（今磴口县哈腾套海苏木的陶升井，又称麻弥图库庙古城）。朔方郡下设10县，在今海勃湾地区设置沃野县。元狩三年（前120年）筑沃野县城（今海勃湾区北新地古城）。元狩二年（前121年），南匈奴浑邪王附汉后，乌达地区为武威郡之北境地。
魏晋时，今乌达地区为西部鲜卑所据，东晋大兴二年（319年），羯族石勒强盛起来，尽得黄河流域中、下游广阔地区，建立后赵。今海勃湾地区属后赵之朔州朔方郡。后为前凉、后凉、北凉所据。前秦建元二年（366年），后被前秦、前燕所取代，河水以西归前秦，为氐族苻坚所统治。海勃湾地区属前秦朔方郡。后秦皇初二年（395年），羌族姚兴部兴起，夺得前秦西部地区，称为后秦。姚兴在北部广阔地区设朔方郡，辖今海勃湾地区。东晋太元十六年（391年），魏王拓跋魏攻打朔方郡（辖今巴彦淖尔市南部和鄂尔多斯市北部）的铁弗部刘卫辰。卫辰被打败后部众四散，辖地尽失，变成魏的统治地域。东晋义熙三年（407年），匈奴族铁弗部首领赫连勃勃强盛，在今伊克昭盟、陕西北部地区建立夏国，建都于统万城（今陕西靖边县北，俗称白城子），辖地曾北达黄河，置幽州于大城（今杭锦旗东南），占有今河套地区以及鄂尔多斯高原。夏胜光四年（431年），夏国被拓跋鲜卑所灭，辖境归北魏。
隋仁寿二年（602年），属肃州，治所在福禄（今甘肃酒泉）。唐贞观元年（627年），分天下为十道，绥、银、丰、胜等州属关内道。关内道的灵州是隋朝灵武郡管辖地区，是黄河由南向北的东岸狭长地带，包括今鄂托克旗西部、鄂托克前旗西部及海勃湾地区。乌达地区，隋属甘州，治所在永平（隋改名张掖，今甘肃张掖）。
五代时期，党项兴起于西北地区，趁中原战乱，据有银、夏、绥、宥、静五州之地，称定难军。宋建隆元年（960年），太祖赵匡胤授定难节度使李彝兴太尉称号，李彝兴向宋贡马三百匹，以示归顺。此后今鄂尔多斯高原的绝大部分（辖今海勃湾地区）名义上纳入宋朝版图，但党项李氏借宋、辽连年交战之际仍占有该地。宝元元年（1038年），李元昊称帝建立西夏国。今海勃湾地区为西夏灵州之地，乌达地区为西夏贺兰山防区。元初，乌海地区为宁夏行省中兴路管辖。元至元二十五年（1288年）改中兴路为宁夏路，属甘肃行省，治所在今银川市。
明代，乌达地区为甘州、肃州二卫的边外地。明洪武九年（1376年），立宁夏卫，后升为镇，辖今海勃湾地区，隶属于陕西都司，归中央右军都督府管理。天顺六年（1462年），鞑靼酋长阿羅出等率蒙古部落南下河套，率部进驻鄂尔多斯地区。嘉靖年間（1552-1566年），达延汗之孙衮必里克墨尔根承袭济农，其部落得名为鄂尔多斯。后金天聪九年（1635年），统领鄂尔多斯部的额璘臣归附皇太极。清顺治六年（1649年），清廷将鄂尔多斯地区划为6旗，属伊克昭盟，海勃湾地区为鄂尔多斯右翼中旗（鄂托克旗）之西北境。康熙二十六年（1697年），始设阿拉善厄鲁特旗。今乌达地区属西套蒙古阿拉善旗管辖。
民国时，宁夏护军使兼辖阿拉善霍硕特特别旗，后直属蒙藏委员会。民国三年（1914年），鄂托克旗连同伊克昭盟划归绥远特别区管辖，後改属绥远省。民国十八年（1929年）1月，宁夏省政府成立后，在磴口正式设县。随后又擅自将沿黄河南到石嘴山、北至河套，长约200千米的狭长地带划入磴口县（包括乌海地区）。民国十九年（1930年），绥远省政府在黄河以东鄂托克旗地区设立沃野设治局，后改为沃野县，辖今海勃湾地区。民国二十六年（1937年），宁夏省主席马鸿逵占领沃野县，划归宁夏，改名陶乐县。
1950年3月31日，成立阿拉善和硕特旗自治区，隶属宁夏省。1954年4月25日，成立宁夏省蒙古自治区，辖阿拉善旗、磴口县。1955年9月，改归甘肃省管辖，后又改为甘肃巴音浩特蒙古自治州。4月13日，将巴音浩特蒙古自治州划归内蒙古自治区，改为巴彦淖尔盟，乌达地区仍归巴盟阿拉善旗所辖。
1958年11月，建立阿拉善旗乌达镇。1955年2月成立伊克昭盟桌子山矿区办事处。1958年11月设立阿拉善旗乌达镇；1961年7月9日，建立乌达市（原乌达镇）和海勃湾市（原桌子山矿区），10月1日正式成立，分别隶属于巴彦淖尔盟和伊克昭盟。
1975年8月30日，经国务院批准海勃湾市和乌达市合并建立乌海市，1976年1月10日正式成立，为内蒙古自治区省辖市，市人民政府设在海勃湾，下辖乌达、海勃湾、拉僧庙3个县级办事处。
1979年12月，将3个办事处改设为市辖区，同时，将拉僧庙办事处更名为海南区。

## 地理

### 位置
乌海位于内蒙古西部，黄河上游，黄河穿市而过，西岸是乌达，东岸是海勃湾和海南，毗邻：内蒙古鄂尔多斯市（东，北）、宁夏石嘴山市（南）、内蒙古阿拉善盟（西），属荒漠化草原、草原化荒漠过渡带，平均海拔1150米。

### 地形
乌海市地处黄河上游，东临鄂尔多斯高原，西接阿拉善草原，北靠河套平原。是华北与西北的结合部。东部是桌子山，中部为甘德尔山，西部为五虎山，均属贺兰山脉的北端余脉，三山成南北走向平行排列，中间形成两条平坦的谷地。黄河沿岗德尔山西谷流经市区，阻断乌兰布和沙漠进入河套地区。乌海地势东西两边高、中间低。构造侵蚀中低山地占乌海总面积的40%，剥蚀丘陵区占乌海总面积的20%，山前堆积冲洪积扇区占乌海总面积的30%，黄河冲积堆积阶地占乌海总面积的10%。

### 气候
乌海气候属于典型的温带干旱气候，干燥少雨，大风多沙，日照时间长，年平均气温7.8-8.1℃。建设在黄河干流上的海勃湾水利枢纽工程蓄水后形成118平方公里的乌海湖改善当地气候。
| 1981–2010年间乌海市的平均气象数据 | 1981–2010年间乌海市的平均气象数据 | 1981–2010年间乌海市的平均气象数据 | 1981–2010年间乌海市的平均气象数据 | 1981–2010年间乌海市的平均气象数据 | 1981–2010年间乌海市的平均气象数据 | 1981–2010年间乌海市的平均气象数据 | 1981–2010年间乌海市的平均气象数据 | 1981–2010年间乌海市的平均气象数据 | 1981–2010年间乌海市的平均气象数据 | 1981–2010年间乌海市的平均气象数据 | 1981–2010年间乌海市的平均气象数据 | 1981–2010年间乌海市的平均气象数据 | 1981–2010年间乌海市的平均气象数据 |
| 月份                              | 1月                               | 2月                               | 3月                               | 4月                               | 5月                               | 6月                               | 7月                               | 8月                               | 9月                               | 10月                              | 11月                              | 12月                              | 全年                              |
| --------------------------------- | --------------------------------- | --------------------------------- | --------------------------------- | --------------------------------- | --------------------------------- | --------------------------------- | --------------------------------- | --------------------------------- | --------------------------------- | --------------------------------- | --------------------------------- | --------------------------------- | --------------------------------- |
| 平均高温 °C（°F）                 | −1.2 (29.8)                       | 3.6 (38.5)                        | 10.7 (51.3)                       | 19.2 (66.6)                       | 25.7 (78.3)                       | 30.5 (86.9)                       | 32.4 (90.3)                       | 30.2 (86.4)                       | 24.7 (76.5)                       | 17.3 (63.1)                       | 8.0 (46.4)                        | 0.4 (32.7)                        | 16.8 (62.2)                       |
| 日均气温 °C（°F）                 | −8.1 (17.4)                       | −3.4 (25.9)                       | 3.8 (38.8)                        | 12.2 (54.0)                       | 19.1 (66.4)                       | 24.1 (75.4)                       | 26.1 (79.0)                       | 23.9 (75.0)                       | 18.3 (64.9)                       | 10.3 (50.5)                       | 1.0 (33.8)                        | −6.1 (21.0)                       | 10.1 (50.2)                       |
| 平均低温 °C（°F）                 | −13.6 (7.5)                       | −9.2 (15.4)                       | −2.3 (27.9)                       | 5.6 (42.1)                        | 12.4 (54.3)                       | 17.6 (63.7)                       | 20.2 (68.4)                       | 18.3 (64.9)                       | 12.4 (54.3)                       | 4.3 (39.7)                        | −4.3 (24.3)                       | −11.3 (11.7)                      | 4.2 (39.5)                        |
| 平均降水量 mm（）                 | 1.0 (0.04)                        | 2.3 (0.09)                        | 4.1 (0.16)                        | 5.0 (0.20)                        | 16.6 (0.65)                       | 21.9 (0.86)                       | 34.8 (1.37)                       | 36.2 (1.43)                       | 22.7 (0.89)                       | 7.4 (0.29)                        | 1.7 (0.07)                        | 1.3 (0.05)                        | 155 (6.1)                         |
| 平均相對濕度（％）                | 50                                | 42                                | 34                                | 28                                | 30                                | 35                                | 43                                | 47                                | 48                                | 45                                | 46                                | 49                                | 41                                |
| 来源：中国气象数据网              |                                   |                                   |                                   |                                   |                                   |                                   |                                   |                                   |                                   |                                   |                                   |                                   |                                   |

### 自然资源
煤炭已探明储量30亿吨，以优质焦煤为主。但经过多年开采，煤炭资源渐近枯竭，现有储量仅够开采20多年。铁矿石600多万吨；煤系高岭土11亿吨以上，约占全国探明储量的1/5。石灰石远景储量在200亿吨以上，高品质的石英砂、石英岩总储量达50亿吨，白云岩、耐火粘土、硅石储量也很丰富。

## 政治

### 现任领导
| 机构     | · 中国共产党 · 乌海市委员会 | 乌海市人民代表大会 常务委员会 | 乌海市人民政府     | · 中国人民政治协商会议 · 乌海市委员会 |
| 职务     | 书记                        | 主任                          | 市长               | 主席                                  |
| -------- | --------------------------- | ----------------------------- | ------------------ | ------------------------------------- |
| 姓名     | 周金星                      | 冯雪涛                        | 崔景英（女）       | 李春晓                                |
| 民族     | 汉族                        | 汉族                          | 汉族               | 汉族                                  |
| 籍贯     | 湖北省大悟县                | 山东省平阴县                  | 内蒙古自治区宁城县 |                                       |
| 出生日期 | 1978年9月（46歲）           | 1965年11月（59歲）            | 1976年9月（48歲）  | 1967年1月（58歲）                     |
| 就任日期 | 2024年10月                  | 2021年3月                     | 2023年2月          | 2025年1月                             |

### 历任领导
| 市委书记 - 王建民（1976年1月－1979年2月） - 苏和（1979年2月－1980年11月） - 石生荣（1980年11月－1981年7月） - 黄凤岐（1981年8月－1990年4月） - 夏日（1990年6月－1994年3月） - 巴特尔（1994年3月－1999年12月） - 哈斯巴根（1999年12月－2003年1月） | - 赵忠（2003年1月－2008年1月） - 白向群（2008年2月－2011年2月） - 鲍常青（2011年2月－2013年5月） - 侯凤岐（2013年5月－2015年11月） - 宋亮（2015年11月－2016年12月） - 史万钧（2016年12月－2021年4月） - 唐毅（2021年4月－2024年10月） - 周金星（2024年10月－） | 市革命委员会主任 - 王建民（1976年1月－1980年8月） - 黄凤岐（1980年9月－1981年4月） - 蔡子萍（1981年4月－1981年12月） 市长 - 蔡子萍（1981年12月－1983年6月） - 高守尧（1983年6月－1990年7月） - 冯士亮（1990年7月－1994年4月） - 郝继业（1994年4月－1995年1月） - 巴特尔（1995年1月－1998年2月） | - 赵忠（1998年2月－2003年4月） - 白向群（2003年4月－2008年2月） - 侯凤岐（2008年2月－2013年7月） - 包钢（2013年7月－2013年12月） - 毕力夫（2013年12月－2015年1月） - 艾丽华（2015年1月－2016年5月） - 史万钧（2016年5月－2016年12月） - 高世宏（2016年12月－2019年12月） - 唐毅（2019年12月－2021年4月） - 杨进（2021年4月－2023年2月） - 崔景英（2023年2月－） |

### 行政区划
乌海市现辖3个市辖区：海勃湾区、乌达区、海南区。

## 人口
2022年末，全市常住人口为56.02万人，比2021年末增加0.21万人，增幅0.38%。 2022年末，全市常住人口中，城镇常住人口为53.75万人，比2021年末增加0.24万人；乡村常住人口为2.27万人，比2021年末减少0.03万人。
根据2020年第七次全国人口普查，全市常住人口为556,621人。同第六次全国人口普查的532,902人相比，十年共增加了23,719人，增长4.45%，年平均增长率为0.44%。其中，男性人口为291,044人，占总人口的52.29%；女性人口为265,577人，占总人口的47.71%。总人口性别比（以女性为100）为109.59。0－14岁的人口为74,750人，占总人口的13.43%；15－59岁的人口为390,376人，占总人口的70.13%；60岁及以上的人口为91,495人，占总人口的16.44%，其中65岁及以上的人口为63,875人，占总人口的11.48%。居住在城镇的人口为530,877人，占总人口的95.37%；居住在乡村的人口为25,744人，占总人口的4.63%。

### 民族
常住人口中，汉族人口为517,607人，占92.99%；蒙古族人口为22,091人，占3.97%；其他少数民族人口为16,923人，占3.04%。与2010年第六次全国人口普查相比，汉族人口增加20,882人，增长4.2%，占总人口比例下降0.22个百分点；各少数民族人口增加2,837人，增长7.84%，占总人口比例增加0.22个百分点。其中，蒙古族人口增加3,139人，增长16.56%，占总人口比例增加0.41个百分点；回族人口减少1,331人，下降11.35%，占总人口比例下降0.33个百分点。
乌海的人口大多以外来移民为主，海南区以来自河南的移民占多数。
| 民族名称                | 汉族    | 蒙古族 | 回族   | 满族  | 藏族 | 苗族 | 达斡尔族 | 土家族 | 朝鲜族 | 彝族 | 其他民族 |
| ----------------------- | ------- | ------ | ------ | ----- | ---- | ---- | -------- | ------ | ------ | ---- | -------- |
| 人口数                  | 517,607 | 22,091 | 10,401 | 4,291 | 389  | 246  | 214      | 187    | 143    | 116  | 936      |
| 占总人口比例（%）       | 92.99   | 3.97   | 1.87   | 0.77  | 0.07 | 0.04 | 0.04     | 0.03   | 0.03   | 0.02 | 0.17     |
| 占少数民族人口比例（%） | －      | 56.62  | 26.66  | 11.00 | 1.00 | 0.63 | 0.55     | 0.48   | 0.37   | 0.30 | 2.40     |

## 交通

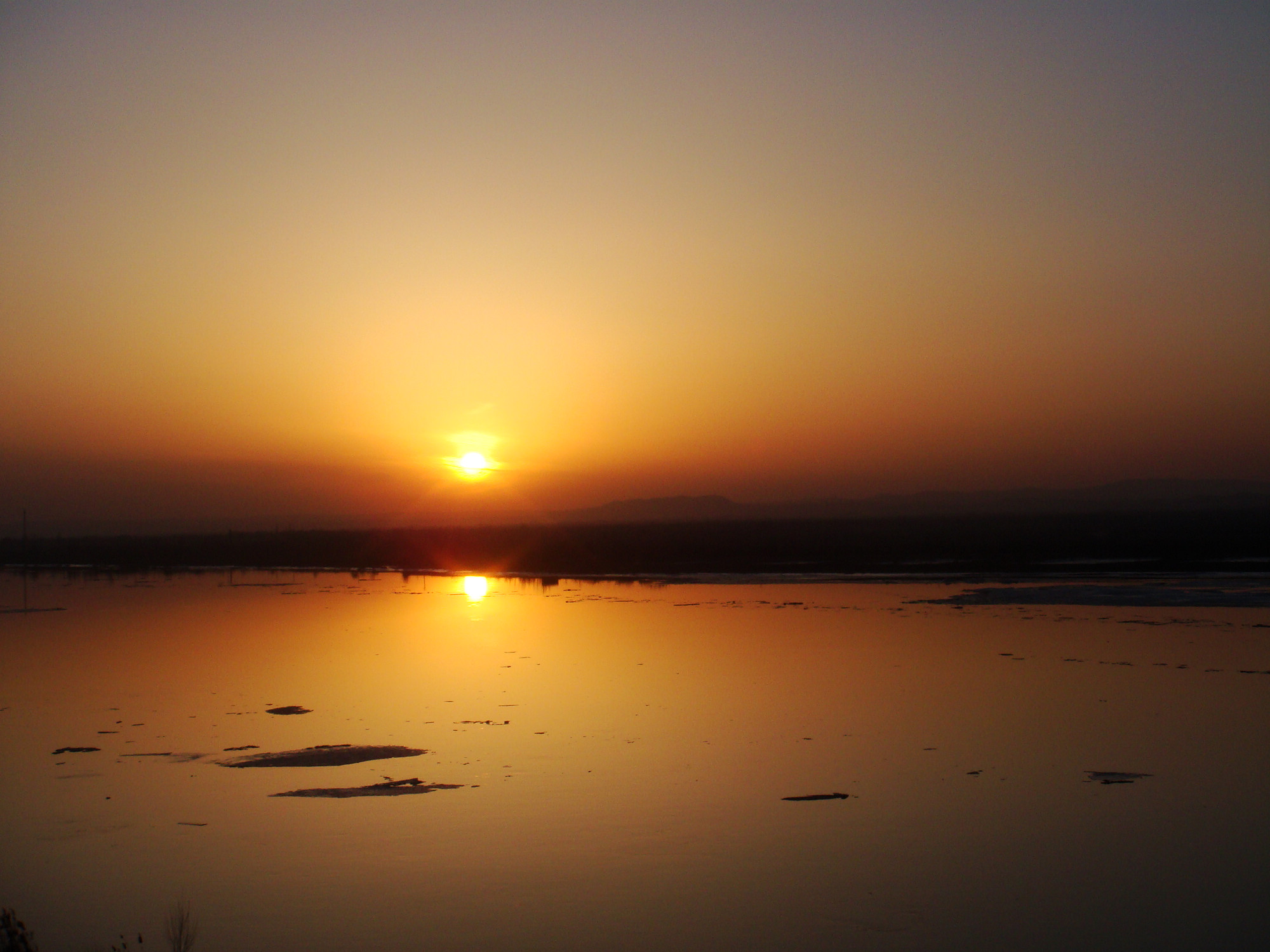
乌海黄河落日

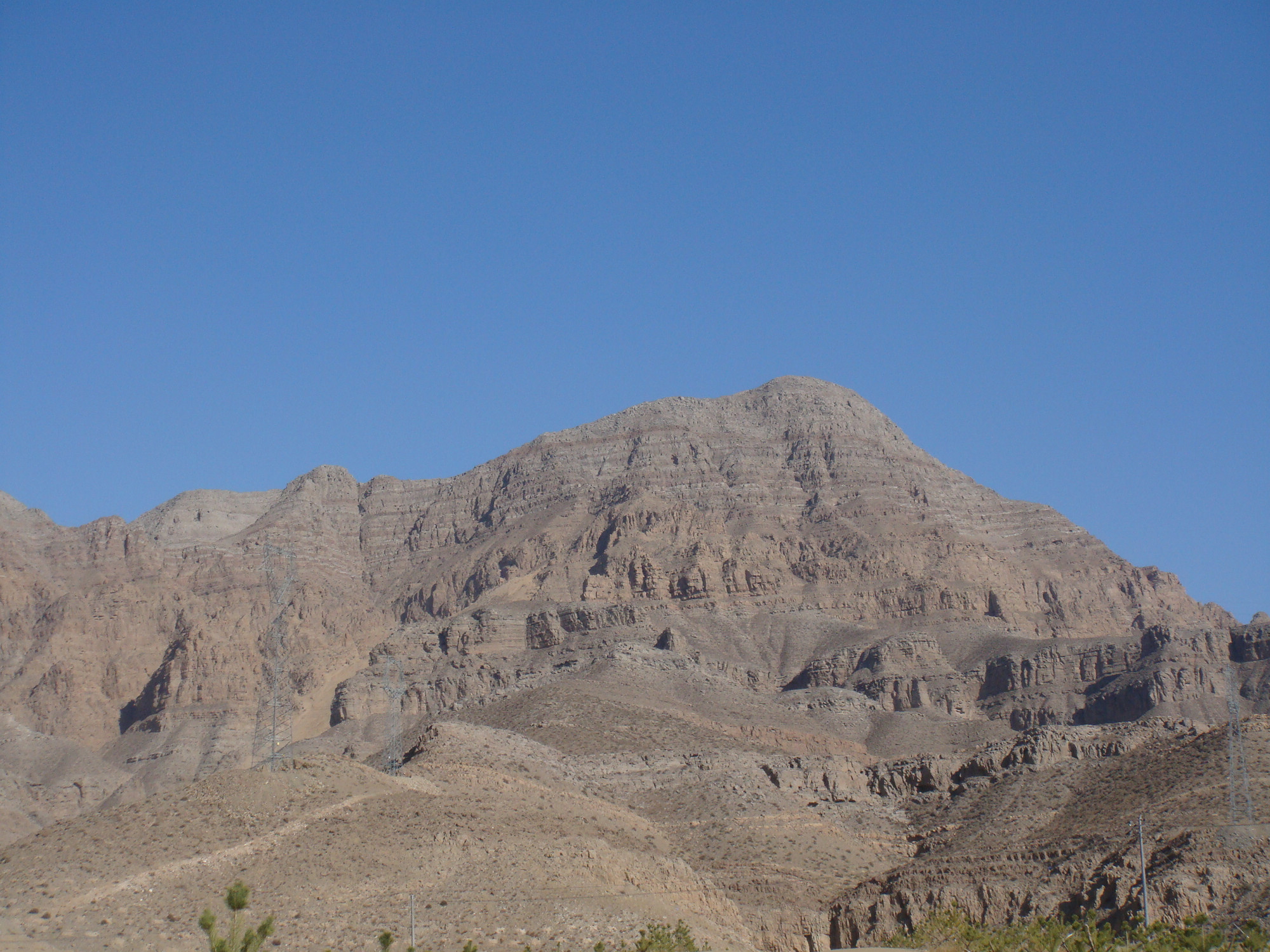
乌海甘德尔山

乌海地处华北和西北的交汇处，是华北与西北之间重要的交通枢纽。

### 公路
- 京藏高速
  - 从海勃湾区北部进入市区，经过海南，穿过黄河到阿拉善左旗乌斯太镇
- 荣乌高速
  - 荣成 - 乌海
- 乌玛高速
  - 乌海 - 玛沁
- 110国道
  - 经过海勃湾区和乌达区
- 109国道
  - 经过海南区公乌素镇和拉僧庙镇进入鄂尔多斯市棋盘井镇
- 244国道
  - 乌海 - 重庆

### 铁路
- 包兰铁路
  - 乌海的第一条铁路，和110国道并行，设乌海东站、乌海西站、乌海北站、黄白茨站等站。
- 海公铁路
- 吉兰泰线
- 东乌铁路
  - 东胜 - 乌海，2008年建成通车。
- 包銀高速鐵路
  - 已於2018年8月動工興建。

### 航空
乌海机场于2003年12月通航，位于乌海市以北15公里处，建设为3C级飞行区，航站楼面积12500平方米，现开通呼和浩特，北京，西安，广州，上海，包头，榆林，银川，太原，海口，鄂尔多斯，石家庄，杭州，成都航线。

## 经济
乌海市煤炭资源丰富，炼焦用煤占内蒙古已探明焦煤储量的60%，经济以能源、化工、建材、特色冶金为主。属于典型的资源型经济。

### 工业
工业主要有煤炭化工、氯碱化工、建材、特色冶金。
主要的工业产品有电石、金属钠、平板玻璃、PVC、焦炭、铁合金、水泥、石灰氮、双氰胺、草酸。

### 农业
- 乌海葡萄
- 高效农业（海勃湾区高效农业示范区）

## 文化
该市的文化以移民文化为主。2008年9月10日乌海市被中国书法家协会命名为中国书法城。

### 全国重点文物保护单位
- 桌子山岩画群

### 旅游
- 金沙湾生态旅游区
- 胡杨岛
- 乌海湖
- 四合木自然保护区
- 龙游湾国家湿地公园
- 满巴拉僧庙
- 金沙湾

## 教育

### 高等院校
- 乌海市职业技术学院

### 中等职业学校
- 乌海市职业技术学校

### 高中
- 乌海市第一中学
- 乌海市滨河中学(又名乌海市第六中学)
- 乌海市第十中学（原乌达区高级中学）

### 初中
- 乌海市第二中学
- 乌海市第三中学
- 乌海市第四中学
- 乌海市第五中学
- 乌海市第六中学
- 乌海市第八中学
- 乌海市第九中学
- 乌海市第十八中学

### 小学
- 乌海市实验小学
- 乌海市实验小学滨河校区
- 海勃湾区第一小学
- 海勃湾区第二小学
- 海勃湾区第三小学
- 海勃湾区第四小学
- 海勃湾区第五小学
- 海勃湾区第六小学
- 海勃湾区第七小学
- 海勃湾区第八小学
- 海勃湾区第九小学
- 乌海市第九中学小学部